# آقای نازنین
آقای نازنین یک مجموعه تلویزیونی محصول سال ۱۳۸۴ به کارگردانی مسعود رشیدی، نویسندگی رسول نجفیان، سیروس میمنت و تهیه‌کنندگی عبدالرسول یکه‌تاز می‌باشد که از شبکه پخش شد. این مجموعه در ۱۱ قسمت ۴۵ دقیقه ای تهیه شد.
آقای نازنین، داستان مردی به نام آقای سزاوار است که سعی می‌کند از راه درست بر انبوه مشکلاتی که اطرافش وجود دارد، فائق آید. با این همه او دست و دلباز است و تلاش می‌کند به دیگران کمک کند و به این دلیل میان مردم به آقای نازنین معروف شده است. او کارمند سازمان میراث فرهنگی یزد است و به خاطر موقعیتش، خیلی‌ها می‌کوشند با دادن رشوه او را به انجام خواسته شان ترغیب کنند، اما آقای نازنین آدمی نیست که با چنین کاری راضی شود یک اثر تاریخی به پاساژ و فروشگاه تبدیل شود؛ بنابراین در مقابل پیشنهادهای عجیب و غریب و البته وسوسه انگیز آنها مقاومت می‌کند. آقای نازنین همسری به نام مینا دارد که کارمند صداوسیمای مرکز یزد است. این زوج فرهنگی در تمام طول سریال، با اتفاقات پیش بینی نشده ای روبه رو می‌شوند و گاه ناچارند تصمیمات سختی بگیرند…

## بازیگران
- احمدعلی ملتی
- ایرج مفیدی
- جلیل رفیعی
- حسین فردین‌مهر
- سکینه عبهر
- شقایق عطاران
- صفا گلزارمقدم
- عزیزه مستقل چی
- لیلا یزدی‌نژاد
- محبوبه اصلانی
- محسن جاور
- محمدرضا امیرخانی
- محمدرضا جاودانی
- محمدرضا شجریان